# Bryoclaviculus
Bryoclaviculus is een monotypisch geslacht van schimmels behorend tot de familie Bryoglossaceae. De typesoort is Bryoclaviculus campylopi hetgeen ook het enige geslacht is.